# Cristo Re

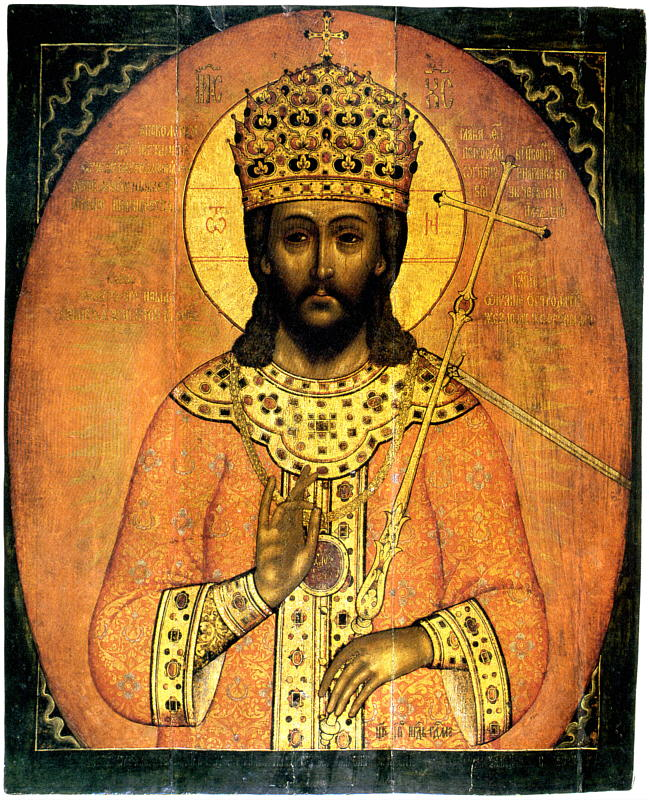
Icona di Cristo Re

Cristo Re è uno degli appellativi di Gesù Cristo basato su diversi passaggi biblici, in uso in tutte le confessioni cristiane. I cattolici, gli anglicani, i presbiteriani e alcuni luterani, metodisti e ortodossi celebrano una festività in suo onore, la Solennità di Cristo Re.

## Origine del termine

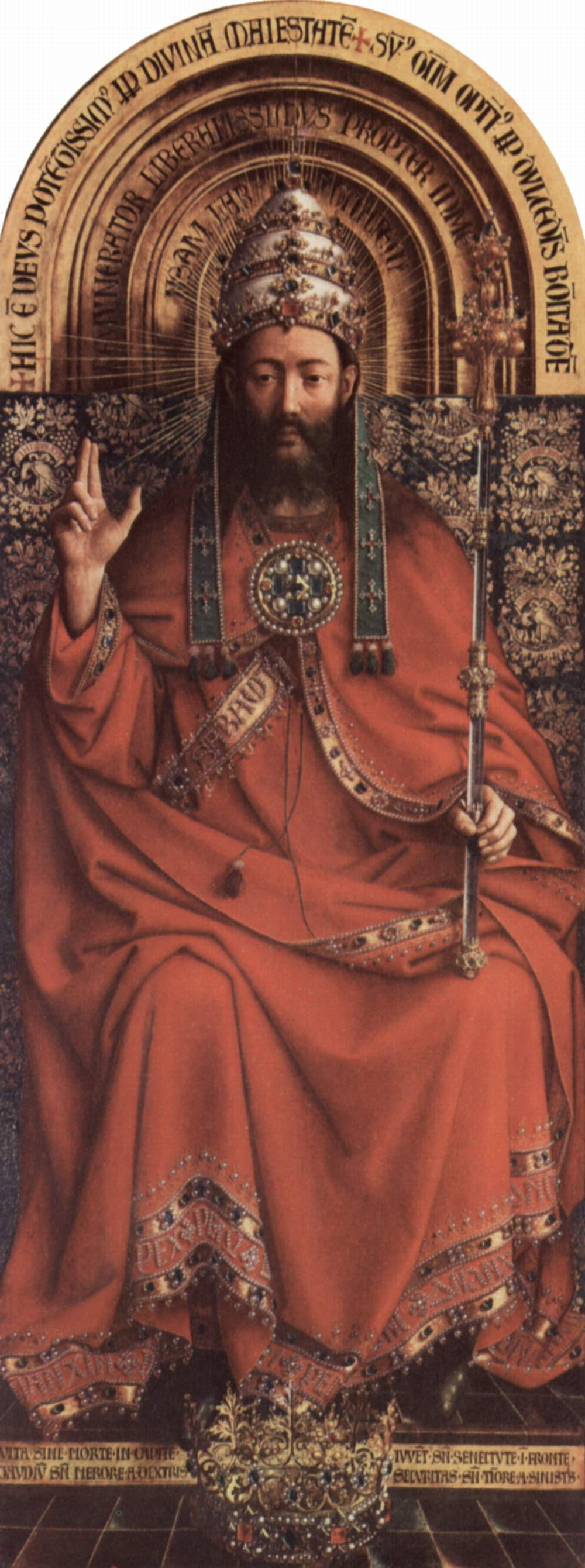
Raffigurazione di Cristo Re nel polittico dell'Agnello Mistico di Jan van Eyck

L'appellativo di "Cristo Re" ha origine da alcuni passi biblici, a volte anche in altre forme diverse come: "Cristo, re di Israele", "Re dei re", "Re della Terra", "Re delle nazioni" ecc.
Nel Nuovo Testamento Gesù viene detto Re (βασιλεύς, basilèus), Re dei Giudei (βασιλεύς τῶν Ἰουδαίων, basilèus ton Iudàion), Re d'Israele (βασιλεύς Ἰσραήλ, basilèus Israèl), Re dei re (βασιλεύς βασιλέων, basilèus basilèon) per un totale di 35 volte, soprattutto nei racconti della passione e Figlio di Davide (υἱός Δαυὶδ, uiòs Dauìd) altre 12 volte.
L'attributo della regalità era correlato al Messia atteso dagli Ebrei, che era considerato discendente ed erede del re Davide. Gesù, pur identificandosi come Messia, non si è però attribuito le prerogative politiche che questo comportava (vedi Gv 6,15; 18,36), affermando che «il mio regno non è di questo mondo». Nella lettera agli Ebrei si attesta invece il compimento in Gesù del sacerdozio regale di Melchisedec (diverso da quello dei leviti risalente ad Aronne).
Oltre a questi passi espliciti sia Matteo (1,1-16) che Luca (3,23-38) riportano una genealogia dettagliata che, sebbene risulti discordante (vedi Genealogia di Gesù), ha l'intento di attribuire a Gesù una discendenza davidica e dunque regale e messianica.
Nel vangelo lo troviamo in Luca e Marco:
Si trova anche nell'Apocalisse di Giovanni:

## Nella Chiesa cattolica

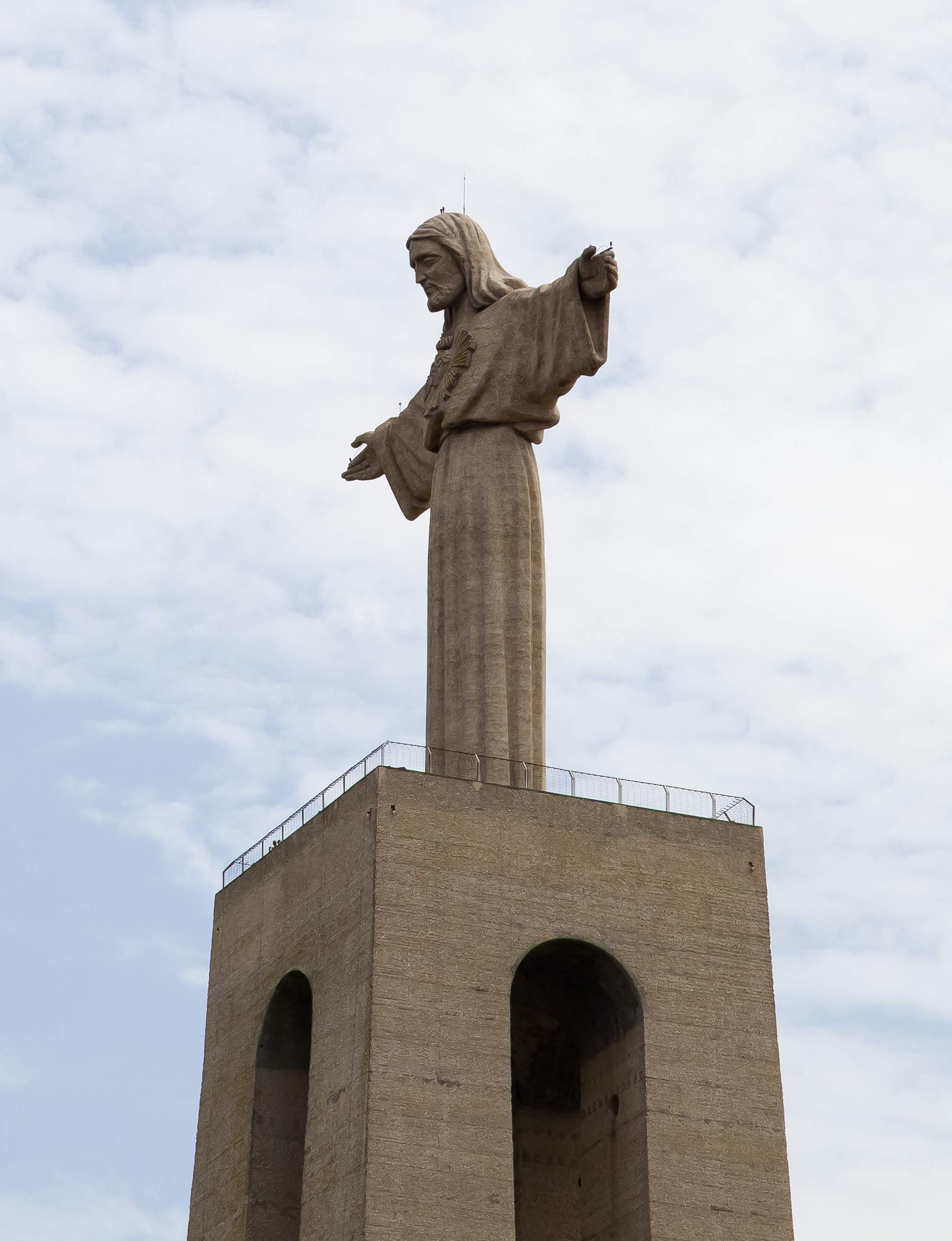
Il Santuario Nazionale di Cristo Re in Almada, Portogallo.

L'11 dicembre 1925, papa Pio XI con l'enciclica Quas primas istituì la festa di Cristo Re e spiega che il regno di Cristo è principalmente spirituale, Gesù stesso l'ha detto più volte, in particolare davanti a Pilato dice: 
Pio XI, tuttavia, afferma anche che: «D'altra parte sbaglierebbe gravemente chi togliesse a Cristo Uomo il potere su tutte le cose temporali, dato che Egli ha ricevuto dal Padre un diritto assoluto su tutte le cose create, in modo che tutto soggiaccia al suo arbitrio. Tuttavia, finché fu sulla terra si astenne completamente dall'esercitare tale potere, e come una volta disprezzò il possesso e la cura delle cose umane, così permise e permette che i possessori debitamente se ne servano.» per questo ricordando quando ha scritto lui stesso in un precedente enciclica, la Ubi arcano Dei dice:
«Noi scrivemmo circa il venir meno del principio di autorità e del rispetto alla pubblica potestà: "Allontanato, infatti - così lamentavamo - Gesù Cristo dalle leggi e dalla società, l'autorità appare senz'altro come derivata non da Dio ma dagli uomini, in maniera che anche il fondamento della medesima vacilla: tolta la causa prima, non v'è ragione per cui uno debba comandare e l'altro obbedire. Dal che è derivato un generale turbamento della società, la quale non poggia più sui suoi cardini naturali"».
Infine conclude: «È necessario, dunque, che Egli regni nella mente dell'uomo, la quale con perfetta sottomissione, deve prestare fermo e costante assenso alle verità rivelate e alla dottrina di Cristo; che regni nella volontà, la quale deve obbedire alle leggi e ai precetti divini; che regni nel cuore, il quale meno apprezzando gli affetti naturali, deve amare Dio più d'ogni cosa e a Lui solo stare unito; che regni nel corpo e nelle membra, che, come strumenti, o al dire dell'Apostolo Paolo, come "armi di giustizia" (Rom. 6, 13) offerte a Dio devono servire all'interna santità delle anime. Se coteste cose saranno proposte alla considerazione dei fedeli, essi più facilmente saranno spinti verso la perfezione».

### Famiglie religiose dedicate a Cristo Re
Nella chiesa cattolica, numerose congregazioni sottolineano già nel titolo la devozione alla regalità di Cristo:
- le Ancelle di Cristo Re, fondate nel 1928 a Tudela;
- i Cooperatori parrocchiali di Cristo Re, fondati nel 1928 a Barcellona;
- le Cooperatrici parrocchiali di Cristo Re, fondate a Chabeuil nel 1943;
- le Figlie di Cristo Re, fondate nel 1876 a Granada;
- le Missionarie guadalupane di Cristo Re, fondate 1930 in Messico;
- l'Istituto di Cristo Re Sommo Sacerdote, eretto nel 1990, con sede a Gricigliano;
- le Piccole ancelle di Cristo Re, fondato nel 1932 ad Afragola da Sosio Del Prete e Antonietta Giugliano;
- le Suore francescane di Cristo Re, sorte a Venezia nel XV secolo;
- le Suore francescane missionarie di Cristo Re, fondate nel 1937 in Pakistan;
- le Suore missionarie catechiste di Cristo Re, fondate nel 1895 in Argentina;
- le Suore missionarie di Cristo Re, fondate nel 1928 in Canada;
- le Suore missionarie di Cristo Re per gli emigrati polacchi, istituite nel 1958 da Ignacy Posadzy;
- le Suore scolastiche francescane di Cristo Re, sorte nel 1864 a Maribor;
- le Figlie Eucaristiche di Cristo Re, fondate nel 1948 a Cagliari da Madre Bruna Maxia.

Gli istituti secolari ispirati alla regalità di Cristo sono:
- l'istituto Missionari della regalità di Cristo, fondato nel 1928 da padre Agostino Gemelli;
- l'Istituto secolare Cristo Re, fondato da Giuseppe Lazzati;
- l'Istituto Secolare delle Missionarie della Regalità di Nostro Signore Gesù Cristo, fondato da padre Agostino Gemelli e Armida Barelli;
- le Oblate di Cristo Re, fondate da Enrico Mauri;
- Istituto Secolare dei Sacerdoti Missionari della Regalità di Cristo.

## Nelle Chiese ortodosse
Le Chiese ortodosse ricordano la regalità di Cristo Re ogni sabato al Vespri con il canto del prochimeno: "Il Signore regna, / si è rivestito di maestà", in occasione della festa della Natività del Signore e nelle commemorazioni dell'Ingresso di Cristo in Gerusalemme e della Crocifissione.
Gli ortodossi cosiddetti "occidentali" nelle giurisdizioni di Antiochia e della ROCOR, e nella ECOF, hanno assunto dalla Chiesa cattolica la festa di Cristo Re assieme alle feste della Cattedra di Pietro, di Tutti i Santi e della Commemorazione di Tutti i Fedeli Defunti.

## Nella Chiesa anglicana
Gli anglicani, celebrando la festa di Cristo re dell'Universo, sottolineano la regalità di Cristo nella storia delle nazioni. A Cristo Re è dedicata una provincia anglicana di orientamento anglo-cattolico, fondata nel 1977 negli Stati Uniti d'America.

## Nelle Chiese protestanti
Nel calendario della Chiesa luterana la Festa di Cristo Re è inserita tra le Festività Maggiori. Nelle chiese protestanti dove la ricorrenza è celebrata, essa cade l'ultima domenica dei rispettivi anni liturgici, data scelta nel 1969 nel rito romano, dal quale è stata mutuata.

## Movimenti politici

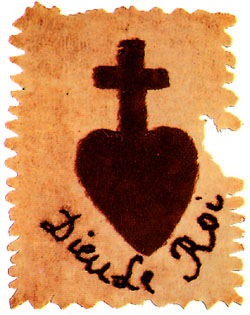
Stemma dei vandeani

L'appellativo "Cristo Re" si ritrova anche in alcuni episodi di storia contemporanea. I primi che fecero del "Cristo Re" il loro motto furono gli insorti vandeani che combatterono le Guerre di Vandea (1793-1815), il cui motto era: Dieu le Roi, in italiano "Dio [è] il Re". Seguirono poi i Cristeros messicani, che insorsero contro le persecuzioni del governo anticattolico e anticlericale di Plutarco Elías Calles, causando una guerra civile (1926-1929), e scelsero come grido di battaglia: ¡Viva Cristo Rey!, in italiano "Viva Cristo Re!". Lo stesso fecero i cattolici che combatterono la Guerra civile spagnola (1936-1939), il cui motto era il medesimo dei cristeros messicani.
Ci sono stati anche altri movimenti che usarono questo appellativo, ma che la Chiesa cattolica non approvava e che non avevano legami con essa: un esempio di questi è il Rexismo, il cui nome ufficiale era Christus Rex, e che era un movimento di ispirazione nazionalsocialista, nato in Belgio nel 1935. Altro esempio fu quello dei Guerriglieri di Cristo Re, una formazione paramilitare che compì azioni terroristiche nella Spagna degli anni settanta allo scopo di bloccare la transizione democratica spagnola.
Un movimento politico dei primi anni del Novecento in Italia aveva come motto "Cristo Re e il popolo, il popolo e Cristo Re" ed era chiamato Movimento Guelfo d'Azione (alcuni nomi di riferimento erano Gioacchino Malavasi e Piero Malvestiti).